# Medalha da Ordem do Mérito Cultural Ignácio Barbosa
Medalha da Ordem do Mérito Cultural Ignácio Barbosa, também grafada como Medalha do Mérito Cultural Inácio Joaquim Barbosa, é uma condecoração instituída em 1972 pela Prefeitura Municipal de Aracaju, capital do Estado de Sergipe, para distinguir personalidades e instituições que contribuam de forma relevante para o desenvolvimento cultural da cidade.
Foi criada como parte das celebrações anuais do aniversário de Aracaju, e recebe o nome de Inácio Joaquim Barbosa, fundador da cidade.